# Joseph Boxhall
Vous lisez un « bon article » labellisé en 2010.
Joseph Groves Boxhall, né le 23 mars 1884 et mort le 25 avril 1967, est un marin britannique. Élevé dans une famille de marins, il obtient ses certificats de second en 1903, puis ceux de capitaine dans les années qui suivent. Il rejoint finalement la White Star Line en 1907 et sert sur plusieurs navires, notamment l’Oceanic, avant d'être muté comme quatrième officier à bord du Titanic, dernier-né de la compagnie.
Comme les autres officiers du paquebot, il participe aux essais en mer du navire, puis quitte Southampton le 10 avril 1912. À bord, il est notamment chargé des tâches liées à la navigation telles que le relevé de position. Le 14 avril à 23 h 40, Boxhall se trouve près de la passerelle lorsque le paquebot heurte un iceberg. Il est par la suite chargé de tirer des fusées de détresse pour signaler la position du navire. Il est finalement chargé d'un canot et est récupéré au matin par le Carpathia.
Par la suite, Boxhall participe aux commissions d'enquête et reprend son service pour la White Star. Durant la Première Guerre mondiale, il commande un navire de guerre, puis redevient officier au sein de sa compagnie. Il est par ailleurs le seul officier rescapé du naufrage à y rester toute sa carrière, qui se termine en 1940. Longtemps réticent à l'idée de parler du drame, il entre, vers la fin de sa vie, en contact avec des historiens et aide à la réalisation du film Atlantique, latitude 41°. Il meurt en 1967, et ses cendres sont, selon sa volonté, dispersées en mer sur les lieux de la catastrophe.

## Biographie

### Jeunesse et début de carrière

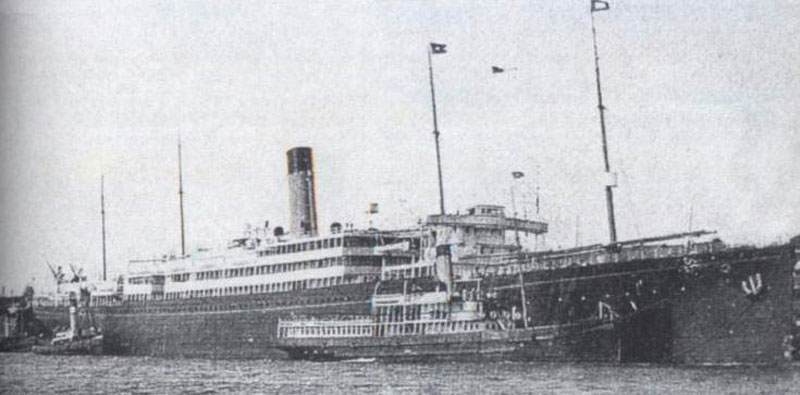
Avant d'être affecté sur le Titanic, Boxhall a servi en tant que sixième officier sur lArabic.

Joseph Groves Boxhall est né le 23 mars 1884 à Hull dans le Yorkshire de Joseph et Miriam Boxhall. Il a trois sœurs (dont une meurt durant son enfance) et est élevé dans une famille de marins. Son grand-père était en effet un marin et son père un capitaine respecté. Le 2 juin 1899, Joseph Boxhall embarque sur son premier navire, une barque de la William Thomas Line. Durant cette période d'apprentissage, il voyage aux quatre coins du monde, en Russie, en Australie et en Amérique. Après avoir obtenu en 1903 son certificat de Second, il rejoint la compagnie dans laquelle travaille son père, la Wilson Line de Hull. Il rejoint ensuite la White Star Line en novembre 1907.
Pour cette compagnie, il sert notamment en tant que sixième officier sur l’Oceanic à bord duquel il fait la connaissance de Charles Lightoller. Il part ensuite sur la route à destination de l'Australie. Il revient ensuite sur la route transatlantique à bord de l’Arabic, avant d'être choisi comme quatrième officier pour la traversée inaugurale du Titanic.

### Le RMSTitanic

#### Traversée

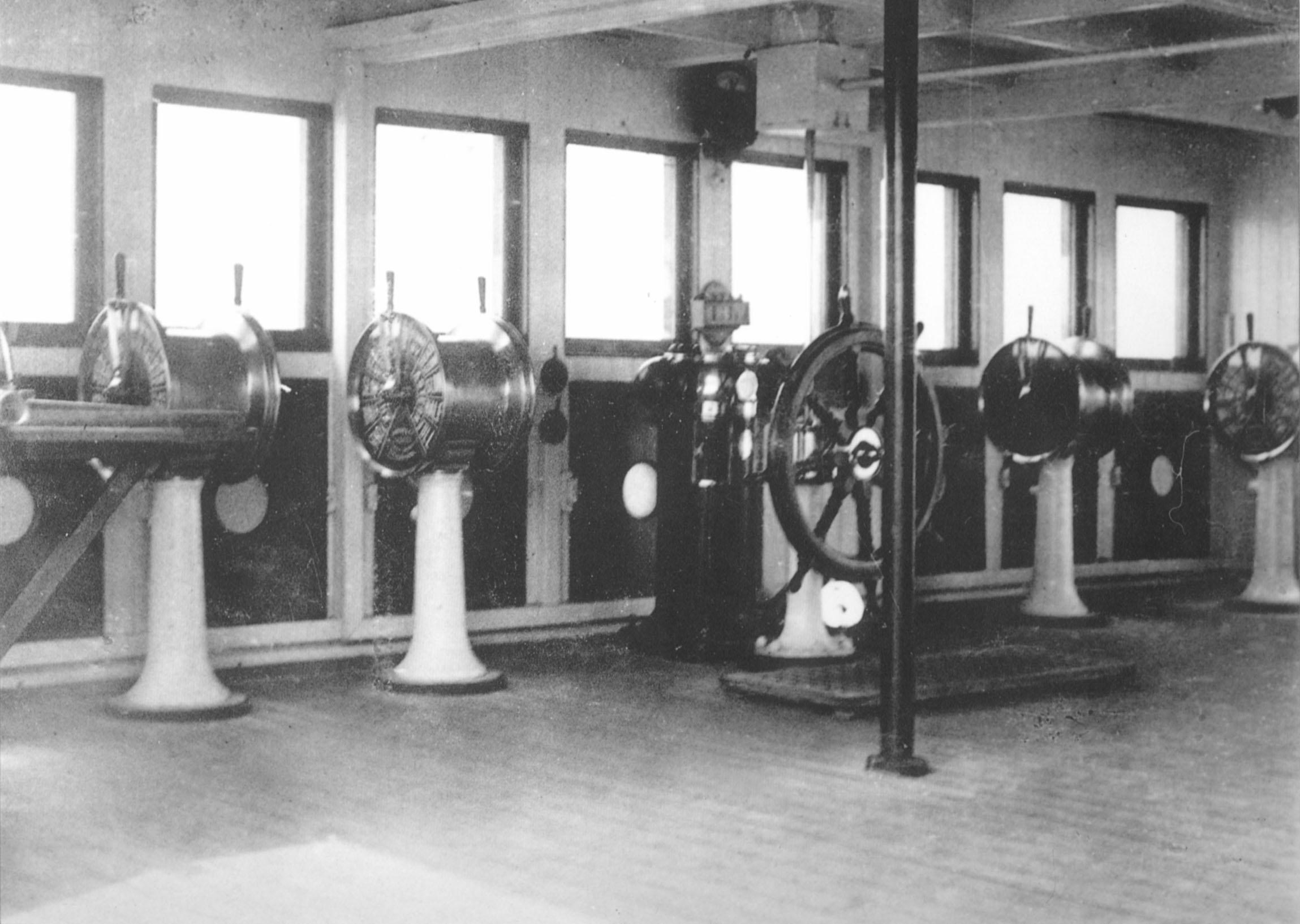
La passerelle de navigation du Titanic est le principal lieu de travail de Boxhall pendant toute la traversée.

Boxhall rejoint le Titanic le 27 mars 1912 à Belfast avec les trois autres officiers adjoints (Herbert Pitman, Harold Lowe et James Moody), et participe aux essais en mer du navire le 2 avril, avant de se rendre à Southampton. Le 10 avril, jour du départ, il se tient sur la passerelle de navigation du navire aux côtés du cinquième officier Lowe, du commandant et du pilote côtier. Il est chargé des transmetteurs d'ordres donnant des instructions au personnel de la salle des machines.
Étant reconnu pour ses qualités de navigateur, il est ensuite chargé par le commandant Smith de calculer la trajectoire du navire et sa position, ainsi que de mettre à jour les cartes. Il s'occupe également du réglage des horloges. Lorsqu'il est de quart, il effectue son service avec le sixième officier Moody et alterne quatre heures de veille puis quatre heures de repos. Comme tous les officiers du navire, Boxhall dispose d'une cabine personnelle à l'arrière de la passerelle de navigation, comprenant une couchette et un bureau.
Le dimanche 14 avril 1912 dans la matinée, Boxhall accuse réception d'un message signalant des glaces dans le secteur, et reporte les coordonnées mentionnées sur les cartes du navire.

#### La nuit du naufrage

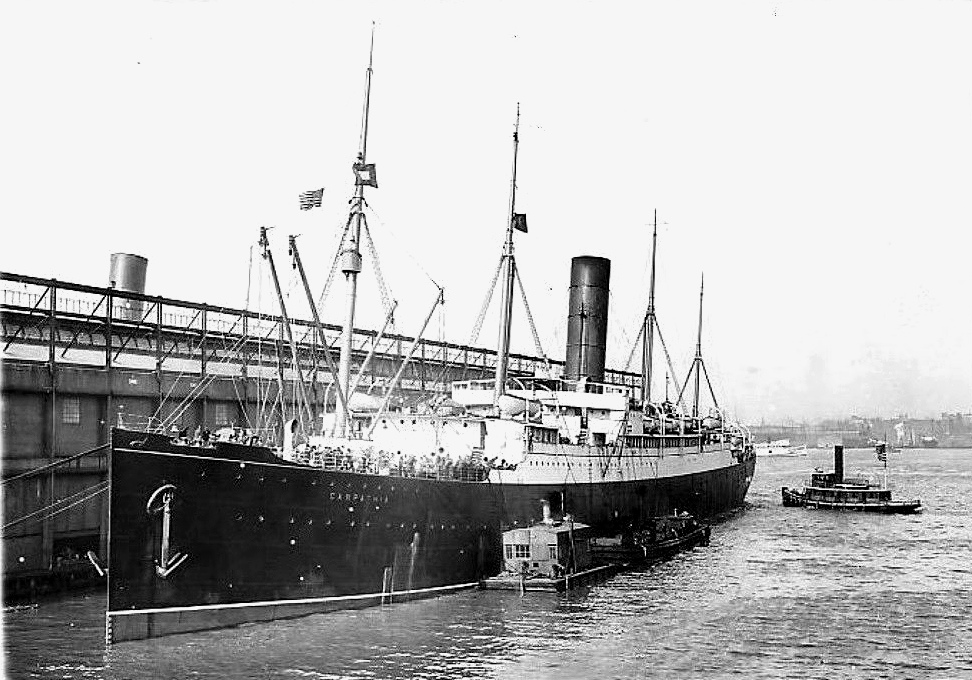
Boxhall est l'un des premiers rescapés à monter à bord du Carpathia.

Le soir du 14 avril, Boxhall est de quart, en compagnie du 1er officier senior William Murdoch et du 6e officier junior James Moody. Il est de service sur la passerelle jusqu'à environ 22 h, puis reste dans l'enceinte du quartier des officiers. Au moment de la collision avec l'iceberg, à 23 h 40, il se trouve dans sa cabine, à l'arrière de la passerelle, et boit une tasse de thé. Alerté par les trois coups de cloche annonçant l'obstacle, il se précipite sur la passerelle et y parvient juste après l'impact. Le commandant Smith arrive quelques instants plus tard ; il est informé de la situation par William Murdoch. Tous trois observent par l'aileron de passerelle tribord pour tenter d'observer la glace.
Alors que Smith et Murdoch discutent le long de l'aile tribord de la passerelle, Boxhall quitte le pont des embarcations de sa propre initiative afin d'évaluer d'éventuels dégâts. Il se rend alors vers les cabines de troisième classe du paquebot, situées plusieurs ponts au-dessous. Il effectue une rapide inspection mais ne relève aucun dommage, et n'entend aucun bruit suspect. Il remonte par la suite à la proue du navire, lorsqu'un passager de troisième classe lui tend un bloc de glace tombé sur le pont. Après quinze minutes, l'officier remonte faire son rapport. Smith n'étant pas convaincu, il lui demande d'aller chercher le charpentier du bord Hutchinson, que Boxhall croise en quittant la passerelle. Celui-ci, ainsi que le chef postier, lui annoncent que les compartiments avant sont inondés. Il descend ensuite inspecter la cale postale, et observe un temps les postiers qui tentent de sauver les sacs de courrier de l'inondation.
Par la suite, Boxhall va chercher les officiers Lightoller et Pitman, restés dans leur cabine. À 0 h 10, il calcule la position du navire pour la transmettre aux opérateurs radio Jack Phillips et Harold Bride. En effet, la position qu'ils ont indiquée dans leurs premiers appels de détresse était erronée. Ayant vu un mystérieux navire au large, il tente, avec le quartier-maître George Arthur Rowe de lui faire signe par le biais de fusées et de lampes morse, sans succès. Durant l'évacuation des passagers, Boxhall tire plusieurs fusées de détresse depuis l'aile tribord de la passerelle. La commission d'enquête britannique retient par la suite que huit fusées ont été tirées, mais aucun chiffre précis ne peut être tiré des témoignages. Boxhall déclare pour sa part en avoir tiré entre six et douze.
Il prend finalement place à bord du canot no 2, dont il prend le commandement. L'embarcation quitte le navire à 1 h 45 avec dix-huit personnes à son bord pour quarante places possibles. En effet, quatre membres d'équipage s'y trouvent, dont Boxhall, ainsi que huit passagers de première classe, six de troisième et aucun de deuxième. Selon plusieurs témoignages, l'embarcation ne comporte aucun homme, hommes d'équipage exclus. Il est ainsi le troisième officier du Titanic à quitter le navire à bord d'une embarcation de sauvetage, après Pitman et Lowe.
Peu après le naufrage, Boxhall propose aux femmes présentes à bord de retourner sur les lieux de la catastrophe pour sauver des personnes de la noyade, mais elles refusent. Outre la réticence des passagères, l'officier juge la manœuvre dangereuse. De ce fait, il choisit de ne pas revenir sur les lieux du naufrage. Durant la nuit, Boxhall tire à plusieurs reprises des fusées vertes pour signaler la présence du canot. Son embarcation est la première à être récupérée par le Carpathia vers 4 h 10 le matin. C'est de fait Boxhall qui annonce la nouvelle du naufrage au commandant Arthur Rostron.
Durant les commissions d'enquête, Boxhall est appelé à témoigner devant le sénateur Smith et il est le premier à évoquer le mystérieux navire aperçu à l'horizon.

### Fin de carrière et mort

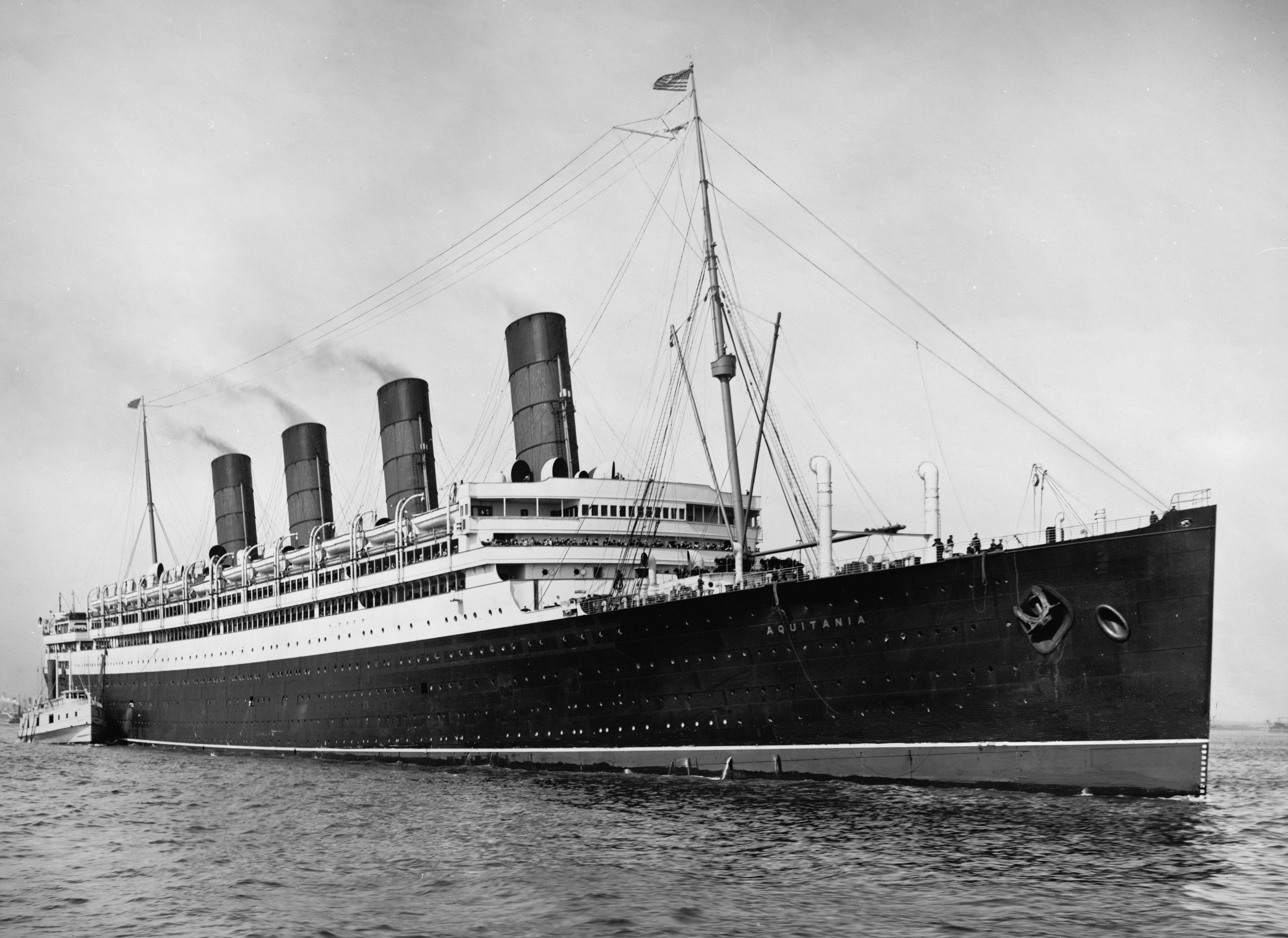
Dans les années 1930, Boxhall a atteint le sommet de sa carrière en étant commandant en second de prestigieux paquebots comme l’Aquitania.

Boxhall travaille ensuite quelque temps à bord de l’Adriatic, et devient dans le même temps sous-lieutenant de réserve. En 1915, il est promu lieutenant. Durant la Première Guerre mondiale, il sert à bord du cuirassé HMS Commonwealth et commande un torpilleur à Gibraltar. Le 25 mars 1919, il épouse Marjory Beddells mais n'a jamais d'enfant.

Boxhall est le seul officier rescapé du Titanic à avoir continué à servir la White Star Line toute sa carrière.

De retour dans la marine marchande, il continue à servir la White Star Line et parfois d'autres compagnies de l'International Mercantile Marine Company. Après la fusion de la White Star et de la Cunard Line, il sert comme premier officier et commandant en second sur de nombreux navires dont les prestigieux Berengaria et Aquitania, avant de quitter la mer en 1940. Durant toute sa carrière marchande, il n'obtient pas de commandement. Il apprécie cependant la compagnie de commandants renommés et devient un ami du commandant Grattige (qui a notamment commandé le Queen Mary et le Queen Elizabeth).
C'est avec lui que Boxhall est, en 1958, conseiller historique pour la réalisation du film Atlantique, latitude 41° (A Night to Remember) malgré ses réticences habituelles à parler du naufrage. Il assiste à une projection spéciale du film à Londres le 3 juillet 1958 en compagnie du seul autre officier encore en vie, Herbert Pitman. À la fin de sa vie, il accepte également de rencontrer des historiens et donne en 1962, cinquantième anniversaire du naufrage, une interview d'un quart d'heure à la BBC dans laquelle il relate son expérience du naufrage. Au début des années 1960, il correspond notamment avec Joseph Carvalho, l'un des fondateurs de la Titanic Historical Society. Il a également gardé le contact avec Pitman jusqu'à sa mort, en décembre 1961.
Joseph Boxhall meurt le 25 avril 1967 à 83 ans, et est le dernier officier du Titanic à s'éteindre. D'après sa volonté, et par son testament, il veut que ses cendres soient dispersées sur le lieu du naufrage du navire. Sa volonté a été respectée dans la mesure des connaissances approximatives du lieu à l'époque de son décès, antérieur à la découverte de l'épave.